# Хайнрих II фон Хардег
Хайнрих II фон Хардег (на немски: Heinrich II Graf zu Hardegg auf Glatz und im Machlande; † 13 април 1577) от род Хардег е граф на Хардег в Глац и в Махланде в Долна Австрия.

## Произход
Той е вторият (от пет сина) на граф Юлиус I фон Хардег († 1557/1559) и съпругата му графиня Гертруда фон Еберщайн (1512 – 1551), дъщеря на граф Бернхард III фон Еберщайн (1459 – 1526) и Кунигунда фон Валдбург-Зоненберг (1482 – 1538), дъщеря на граф Еберхард II фон Валдбург-Зоненберг († 1483) и графиня Анна фон Фюрстенберг († 1522).
Дядо му граф Хайнрих I фон Хардег († 1513) помага на императорите Фридрих III и на Максимилиан I. Той е имперски съветник, става имперски губернатор на Италия и командир на имперски регимент, получава през 1493 г. графството и замък Хардег и от 1495 г. има титлата граф на Хардег и от 1499 г. имперски граф на Хардег в Глац и в Махланде.

## Фамилия
Хайнрих II фон Хардег се жени 1561 г. в Прага за графиня Анна Мария фон Турн-Валсасина († сл. 13 август 1597), дъщеря на граф Франц фон Турн и Валсасина (1509 – 1586) и Анна Лидмила фон Берка з Дубе е Липа († 1558). Те имат четири дъщери и син:
- Елизабет фон Хардег-Глац, омъжена за Ханс Вилхелм фон Найдек
- Анна Лудмила фон Хардег-Глац († 1602), омъжена за Ладислаус Хелд фон Кемент
- Георг Фридрих фон Хардег-Глац (* 1568; † 6 септември 1628, Виена), женен на 1 септември или 1 ноември 1592 г. в Грац за фрайин Сидония фон Херберщайн (* 1574; † 26 юли 1608), дъщеря на фрайхер Георг Руперт фон Херберщайн († 1612) и Мария Магдалена фон Ламберг; имат двама сина и дъщеря
  - Юлиус III фон Хардег (* 21 март 1594; † 27 април 1684), граф на Хардег-Глац
  - Максимилиан Филип фон Хардег († 1663)
- Мария Магдалена фон Хардег-Глац († 1626), омъжена 1614 г. за Кристоф Вилхелм фон Целкинг (* 1575; † 27 април 1631, Виена)
- Маргарета фон Хардег-Глац, омъжена 1596 г. за фрайхер Еренрайх фон Кайнах